# Cités de la plaine
Pour plus de détails, voir Fiche technique et Distribution.
Cités de la plaine est un film français réalisé par Robert Kramer, sorti en 2000.
Il est présenté à la Semaine de la critique au Festival de Cannes 2000.

## Synopsis
Tourcoing et environs.

## Fiche technique
- Titre français : Cités de la plaine
- Réalisation : Robert Kramer
- Scénario : Robert Kramer
- Pays de production :  France
- Format : couleurs - 35 mm
- Genre : drame
- Durée : 110 minutes
- Dates de sortie :
  - France : 2000 (Festival de Cannes 2000)
  - France : 10 janvier 2001 (sortie nationale)

## Distribution
- Ben : Ben
- Amélie Desrumeaux : Amélie
- Bernard Trolet : Ben, le vieil homme
- Nathalie Sarles : Coralie
- Lahcene Aouiti : Ben, jeune homme
- Erika Kramer : la mère